# Masque de honte

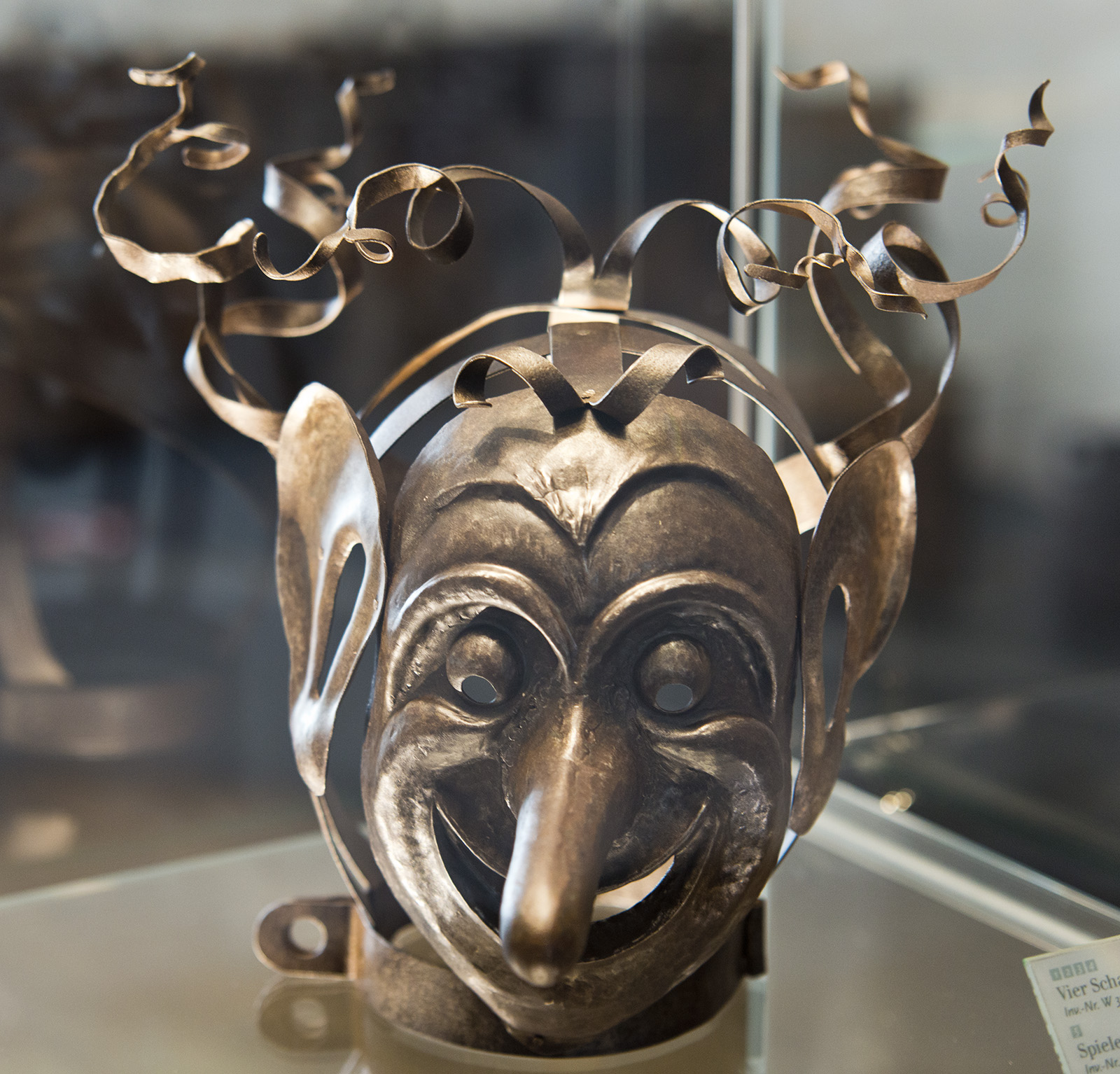
Musée de la Forteresse de Hohensalzburg, Salzbourg.

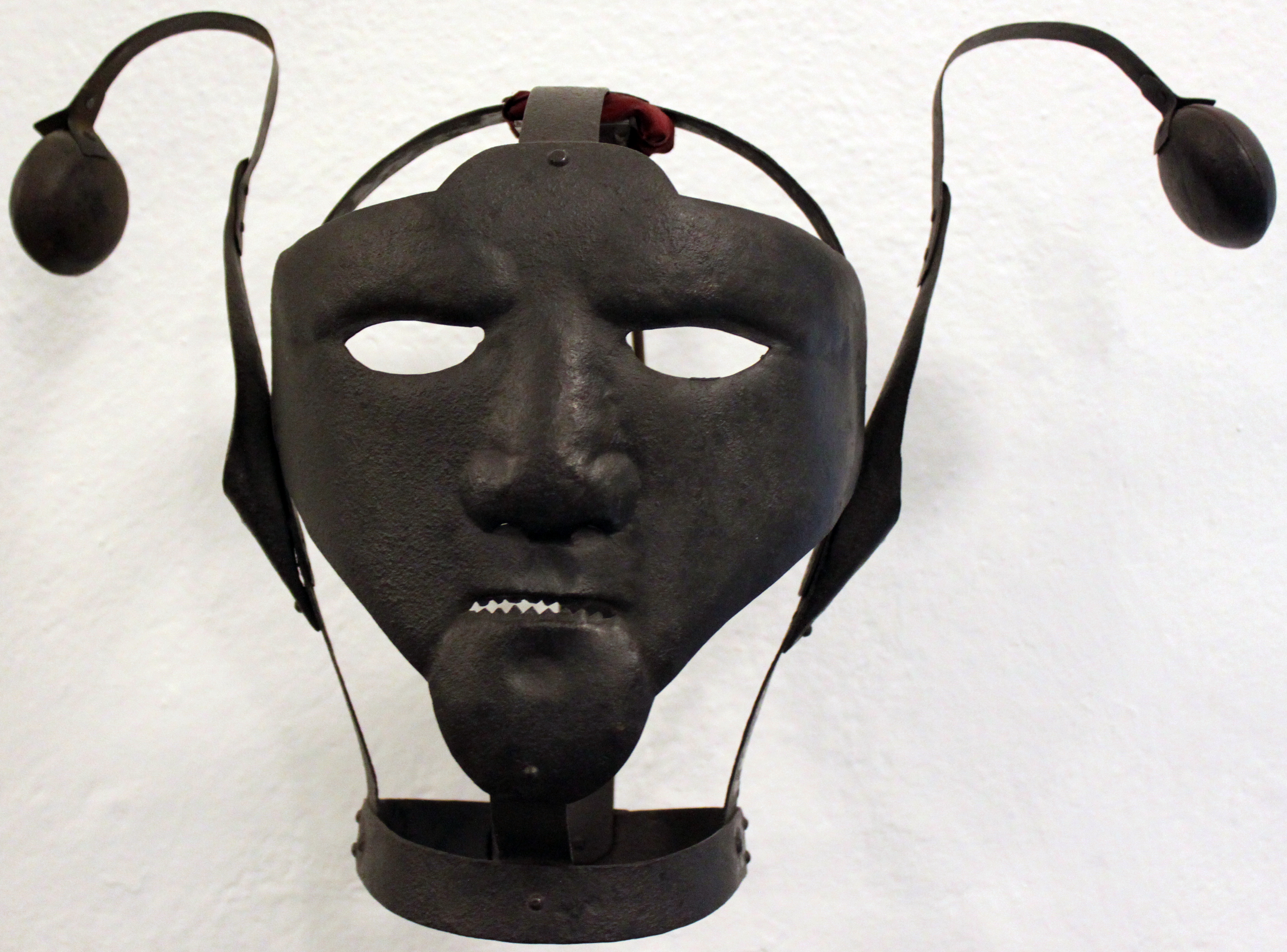
XVIIIe siècle, musée de la Marche de Brandebourg, Berlin.

Un masque de honte ou masque de la honte, ou encore masque d'infamie, est un masque que devait porter une personne déclarée coupable d'un délit mineur. L'exhibition  de ce signe d'infamie constituait une punition. Cette pratique a perduré en Europe puis en Amérique du Nord depuis la Renaissance jusqu'au XIXe siècle.
La durée de la sanction variait selon la gravité du cas. La forme du masque, le plus souvent en métal, dépendait de la nature du délit : de longues oreilles signifiaient l'indiscrétion, une langue pendante dénonçait le bavardage inconsidéré ou la calomnie. Cette dernière catégorie, très fréquente, était surnommée « masque de la commère ». Les femmes étaient en effet les premières visées par cette humiliation publique qui les exposait à la vindicte populaire et pouvait se transformer en torture lorsque le dispositif était conçu pour infliger une souffrance physique.
Le masque de honte, moins douloureux que le carcan ou le marquage au fer rouge, était perçu comme une peine légère.
Dans le Nouveau Monde, ce procédé servait aussi de mesure répressive à l'égard des esclaves africains dans les plantations du Sud des États-Unis.

## Origine
La forme la plus archaïque du masque de honte se nomme branks en Écosse, où sont attestés des exemplaires du XVIe siècle, encore que la date d'apparition de cet objet demeure incertaine. Le mot écossais branks dérive probablement du terme irlandais brancas (« licol ») ; ce type de châtiment s'étend à l'Angleterre, où il est appelé scold's bridle (« bride de la commère »,,,. L'usage de cette « bride » se généralise en Europe à partir du XVIe siècle, notamment en Allemagne et en Autriche.

## Description

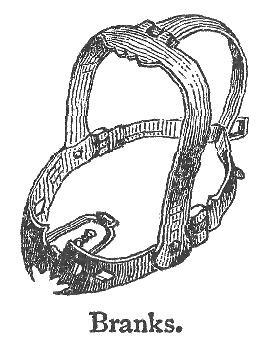
Chambers Dictionary, 1908.

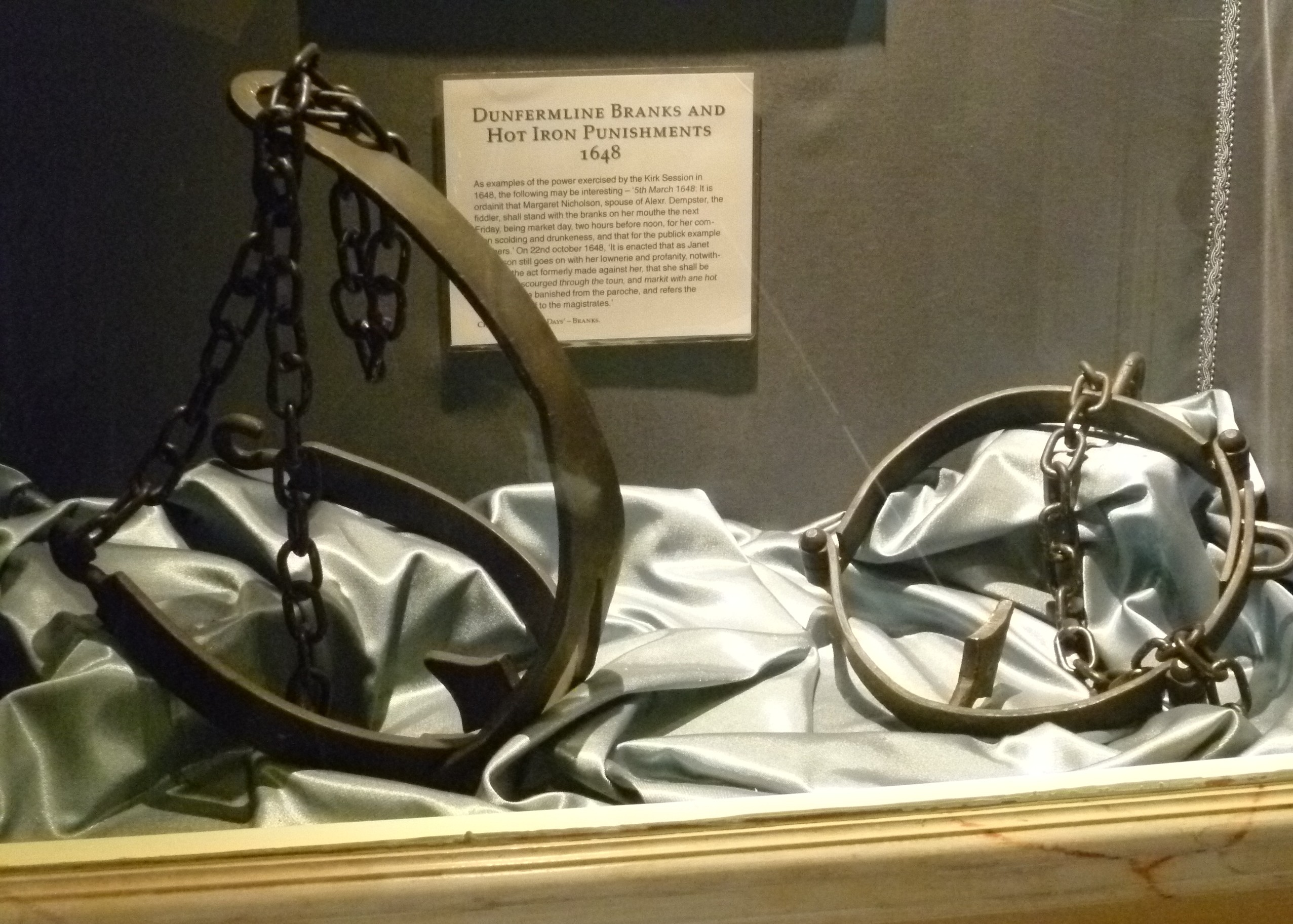
XVIe siècle, musée de l'abbaye de Dunfermline, Écosse.

Le dispositif s'apparente à une muselière. Il comprend un cerceau de fer fixé autour de la tête, s'ouvrant sur le côté par des charnières et fermé sur la nuque par un cadenas. Une petite plaque de métal recourbée et parfois pointue entre à l'intérieur de la bouche, comme un mors, et appuie sur la langue pour l'empêcher de bouger, ce qui réduit la victime au silence. Cet accessoire est surnommé la « morsure du chat » (Katzenbeiße dans les pays germanophones). Ce crochet oblige la victime à avaler son propre sang, jailli de la blessure de la langue.
La forme évolue par la suite vers une sorte de cage qui enferme la tête et devient, appliqué sur le visage, un masque de métal comportant des trous pour la bouche, le nez et les yeux. 
L'aspect du masque peut être zoomorphe afin de dévaloriser la personne qui le porte, avec des animaux associés à une signification péjorative comme l'âne ou le porc. Par ce moyen, le statut de la victime se voit réduit à celui d'un animal de ferme. Elle est privée de la capacité de parler qui distingue les humains et les bêtes.

## La bride de la commère
Destinée à immobiliser la langue des femmes qui « parlent trop » ou sont condamnées pour des infractions mineures, la bride est infligée d'une manière générale à des femmes jugées responsables de divers troubles à l'ordre public tels que des bagarres de rue. Elle est l'équivalent du carcan et du pilori, qui sanctionnent plus souvent les hommes et sont considérés comme plus coercitifs. Affublée de cet attirail, la femme devait défiler dans les rues et sur les places de marché, exposée à la dérision de tous, quelquefois traînée par une chaîne, pendant un nombre d'heures ou de jours déterminé par la gravité du délit.

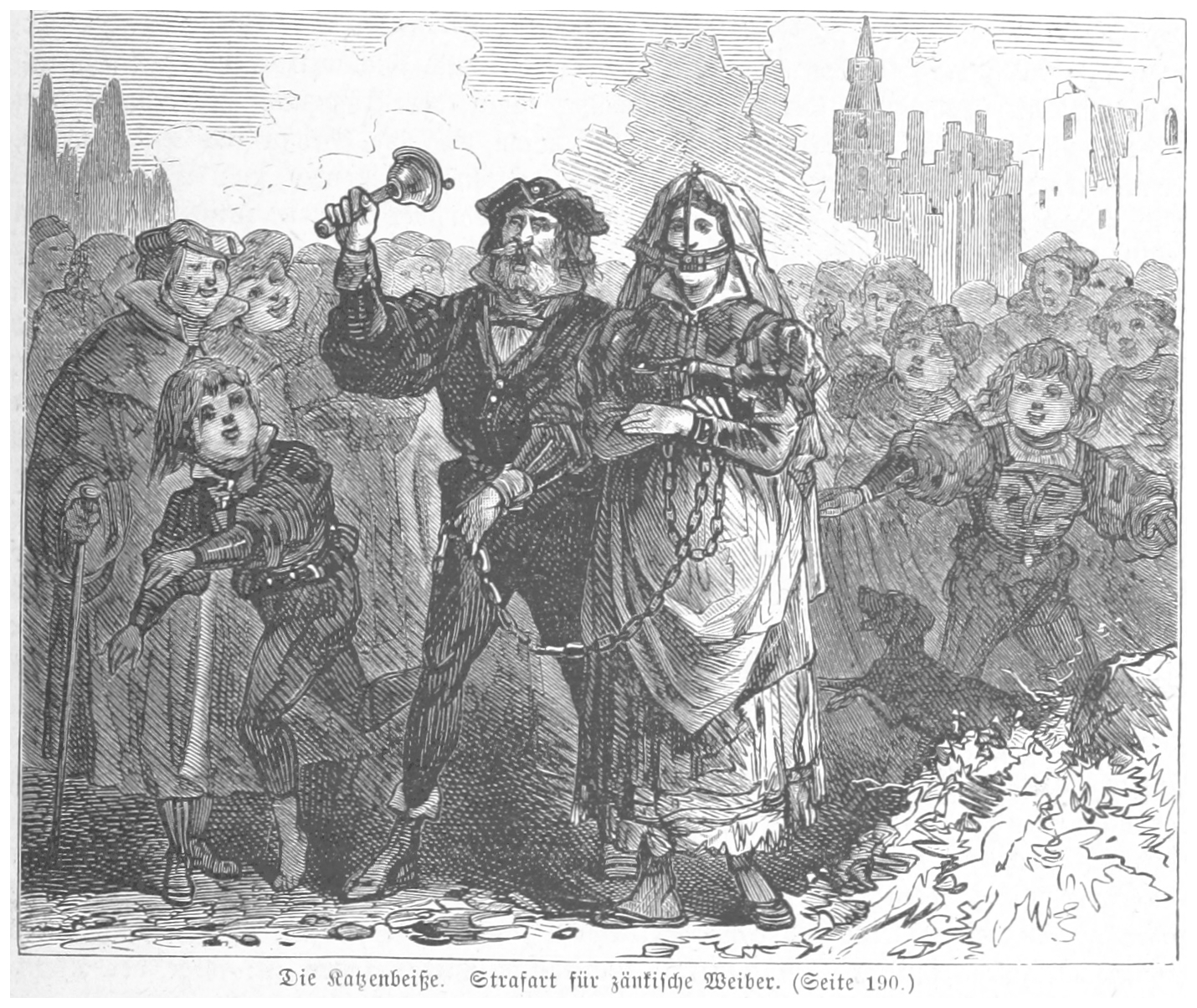
Die Katzenbeiße (« la morsure du chat ») dans l'ancienne Vienne, illustration de 1880.

Aucune archive officielle ne semble avoir légalisé le port du masque de honte, pourtant connu en Écosse au moins dès le XVIe siècle et en Angleterre à partir du XVIIe siècle. L'un des rares témoignages disponibles est celui de Dorothy Waugh (v. 1636-1666), une jeune prédicatrice quaker punie pour avoir prêché sa foi en public, qui relate dans The Lamb's Defence Against Lyes (1656) le supplice qu'elle a subi un an plus tôt dans la ville de Carlisle : obligée de porter durant trois heures « leur bride comme ils l'appelaient », instrument de fer pesant « une pierre » (plus de 6 kilos) et dont le crochet s'enfonçait dans sa bouche, Dorothy Waugh a dû garder les mains attachées dans le dos pendant ce temps. Elle ajoute : « Et le maire a dit qu'il ferait de moi un exemple... » On lui retire ensuite la « bride » et Dorothy Waugh est jetée en prison, puis le maire l'agonit d'injures et ordonne qu'on lui remette la « bride » avant de la faire chasser hors de la ville à coups de fouet.
Cette pratique a perduré jusqu'au XIXe siècle, par exemple en 1856 dans un cas documenté à Bolton-le-Moors, dans le Lancashire.

## La bride de l'esclave
Cet appareil est exporté en Amérique du Nord au XVIIe siècle, dans les colonies britanniques de la Nouvelle-Angleterre, où il tient lieu de châtiment pour les femmes blanches, mais aussi pour les esclaves africains dans les plantations du Sud. Olaudah Equiano, ancien esclave en Virginie, en témoigne dans son autobiographie, parue en 1790. Il se souvient du bâillon de fer comme d'une « muselière » en précisant : « La muselière de fer, les poucettes, etc., sont trop connues pour nécessiter une description, et elles étaient quelquefois utilisées pour les fautes les plus infimes. »
Des instruments de torture comparables apparaissent dans Django Unchained, le film de Quentin Tarantino (2012).

## Galerie

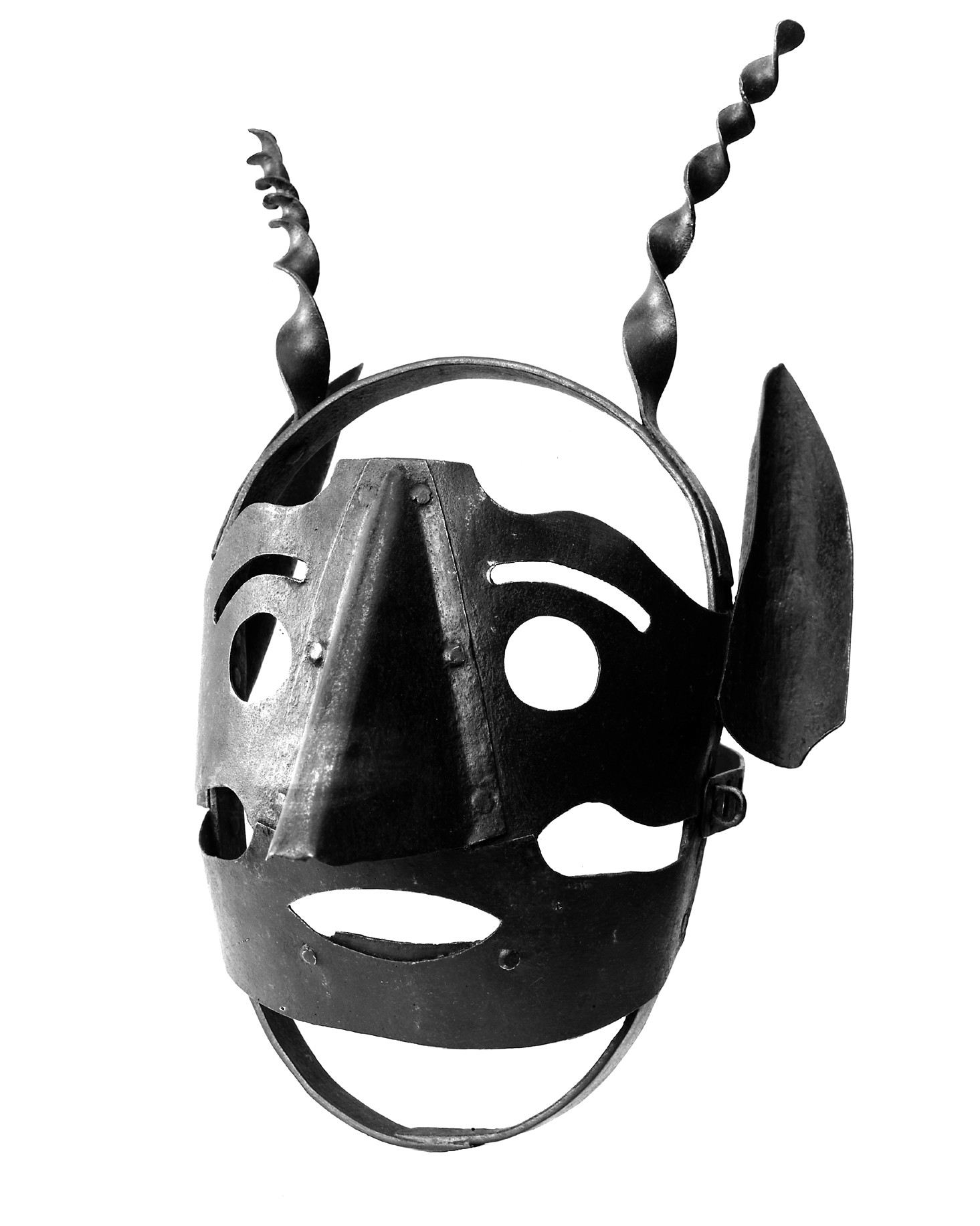
XIVe siècle, prison de Bruxelles
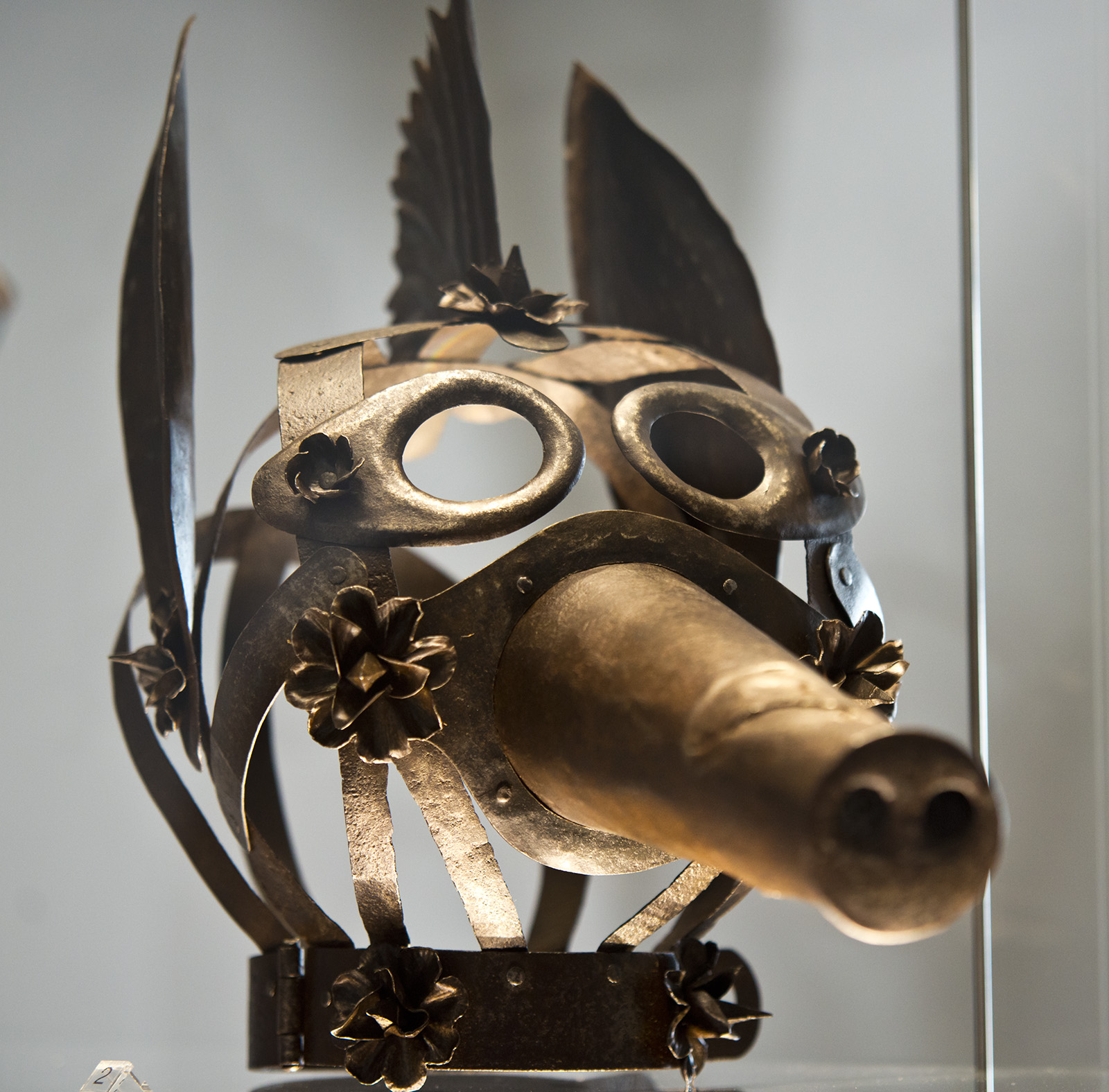
Musée de la Forteresse de Hohensalzburg, Salzbourg.
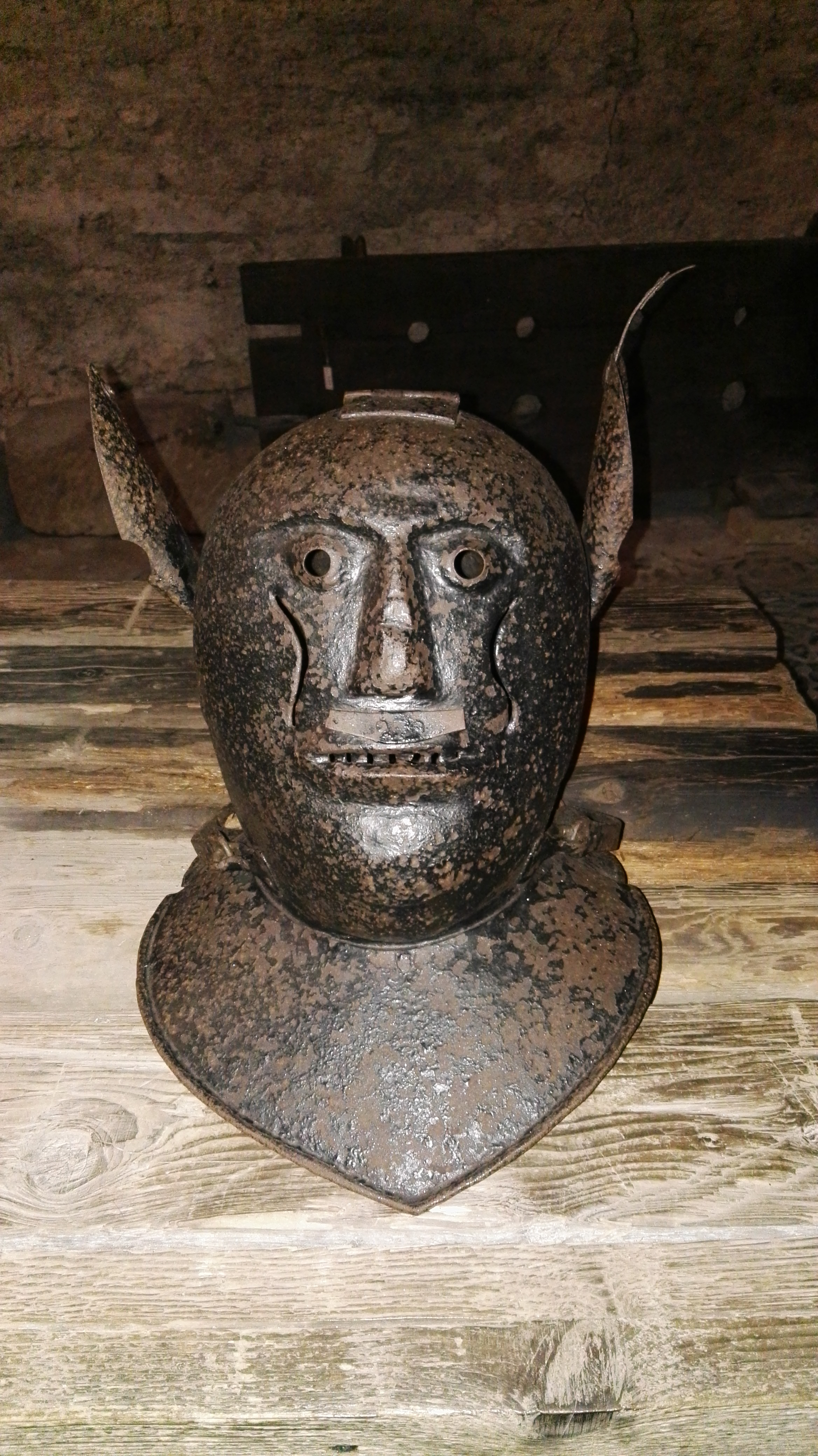
Musée des Franciscains, Zittau, Allemagne.
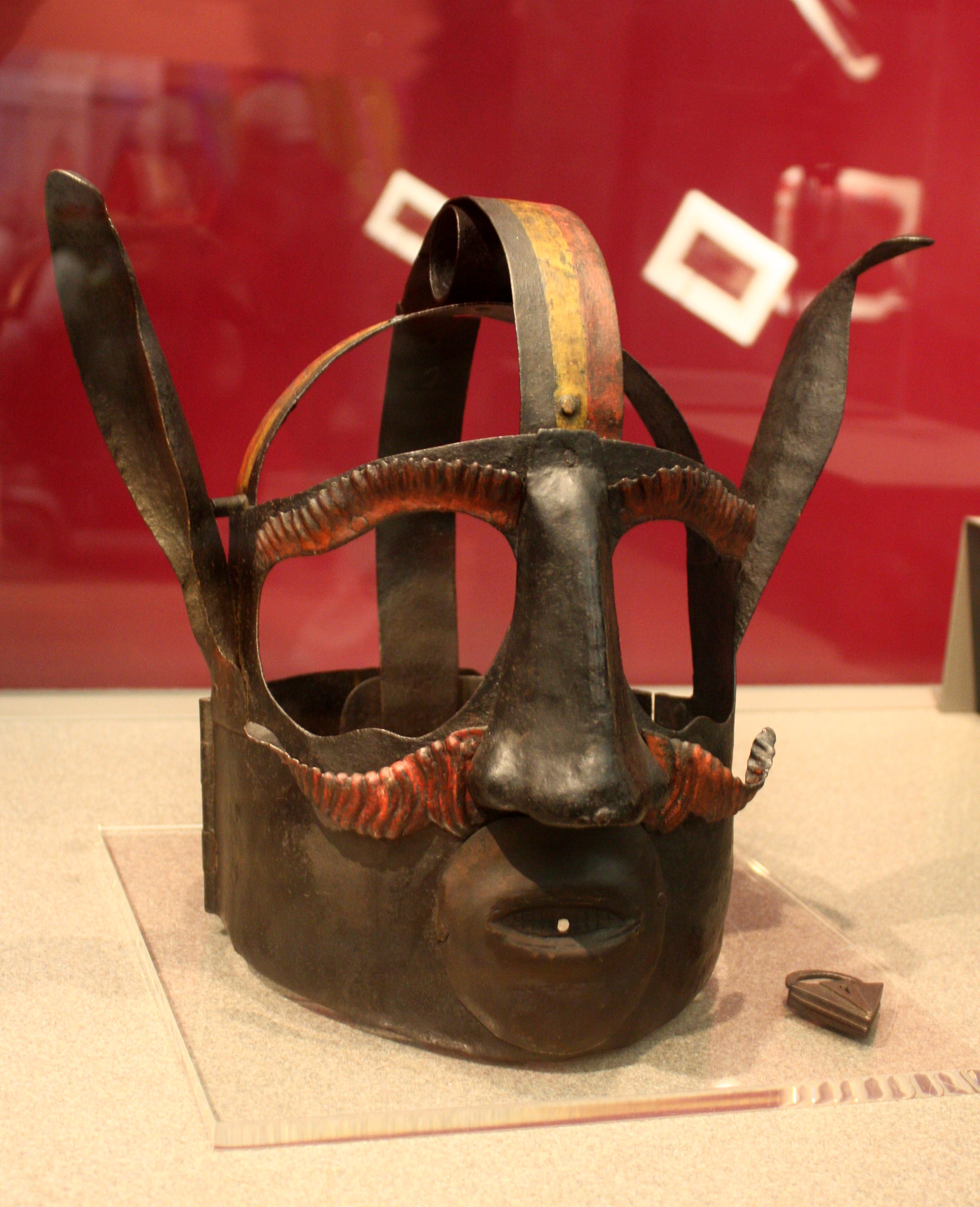
XVIe siècle, Kelvingrove Art Gallery and Museum, Glasgow.
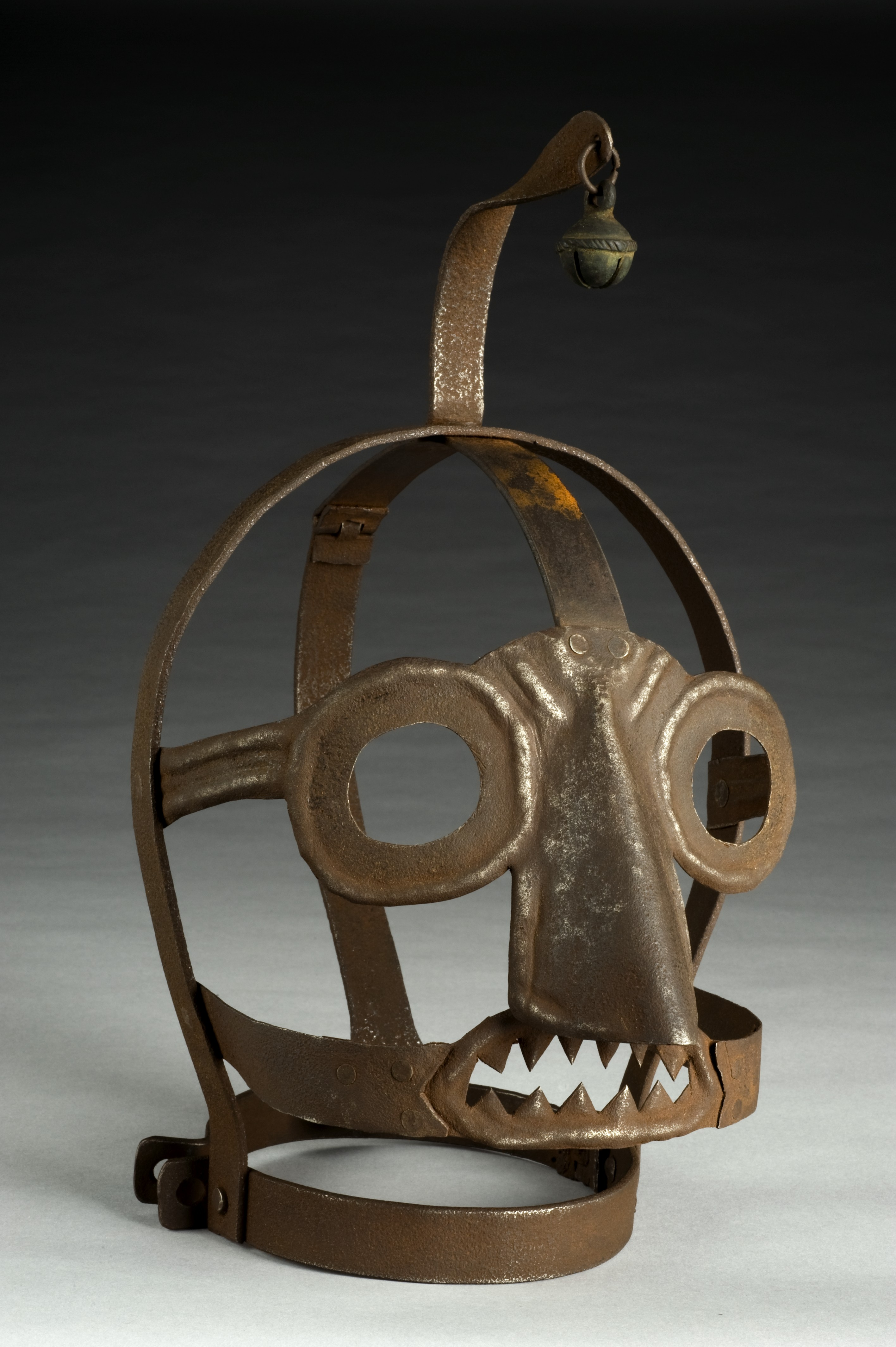
XVIe siècle, Allemagne.
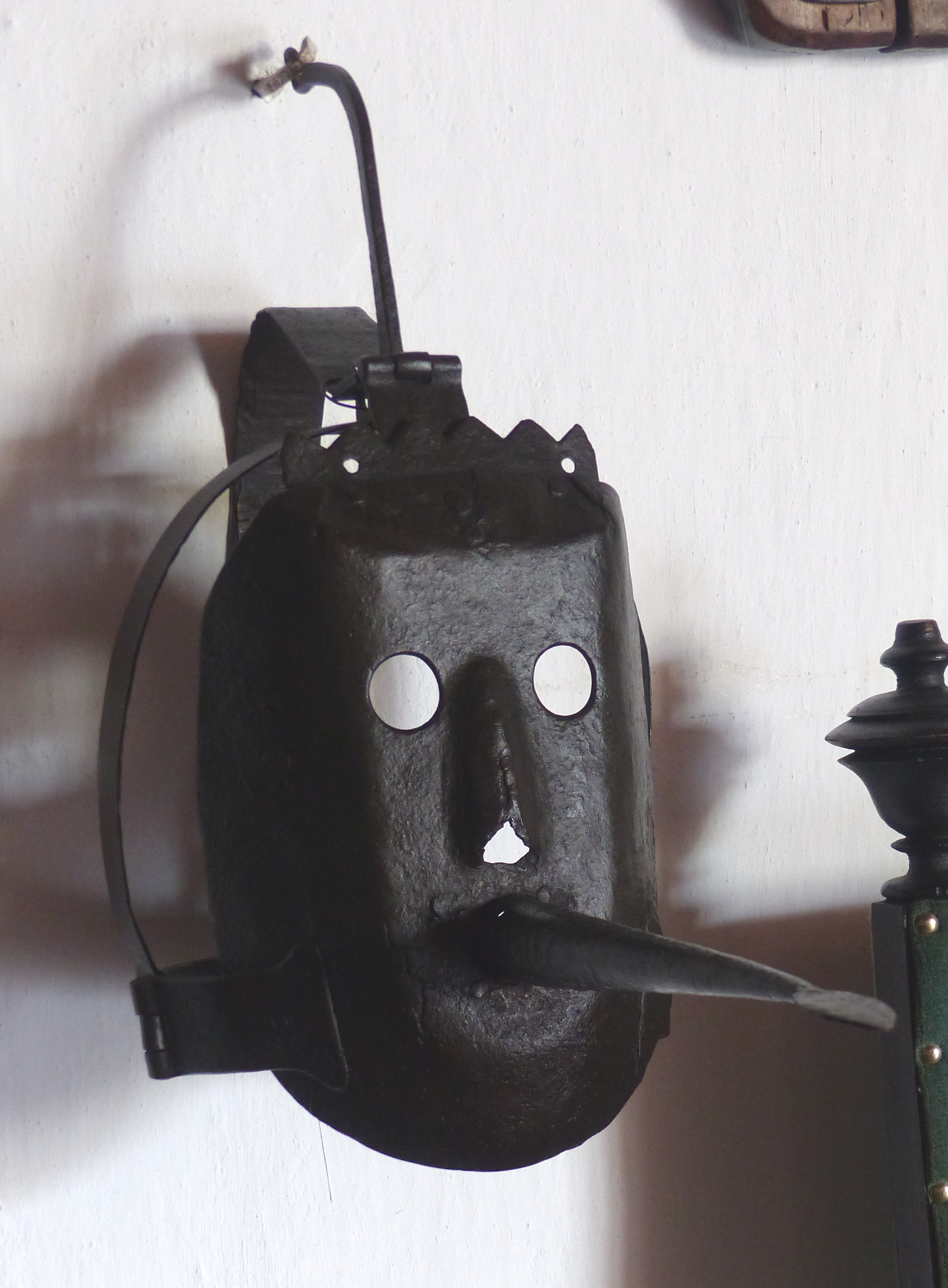
XIXe siècle, château de Rožmberk, République tchèque.
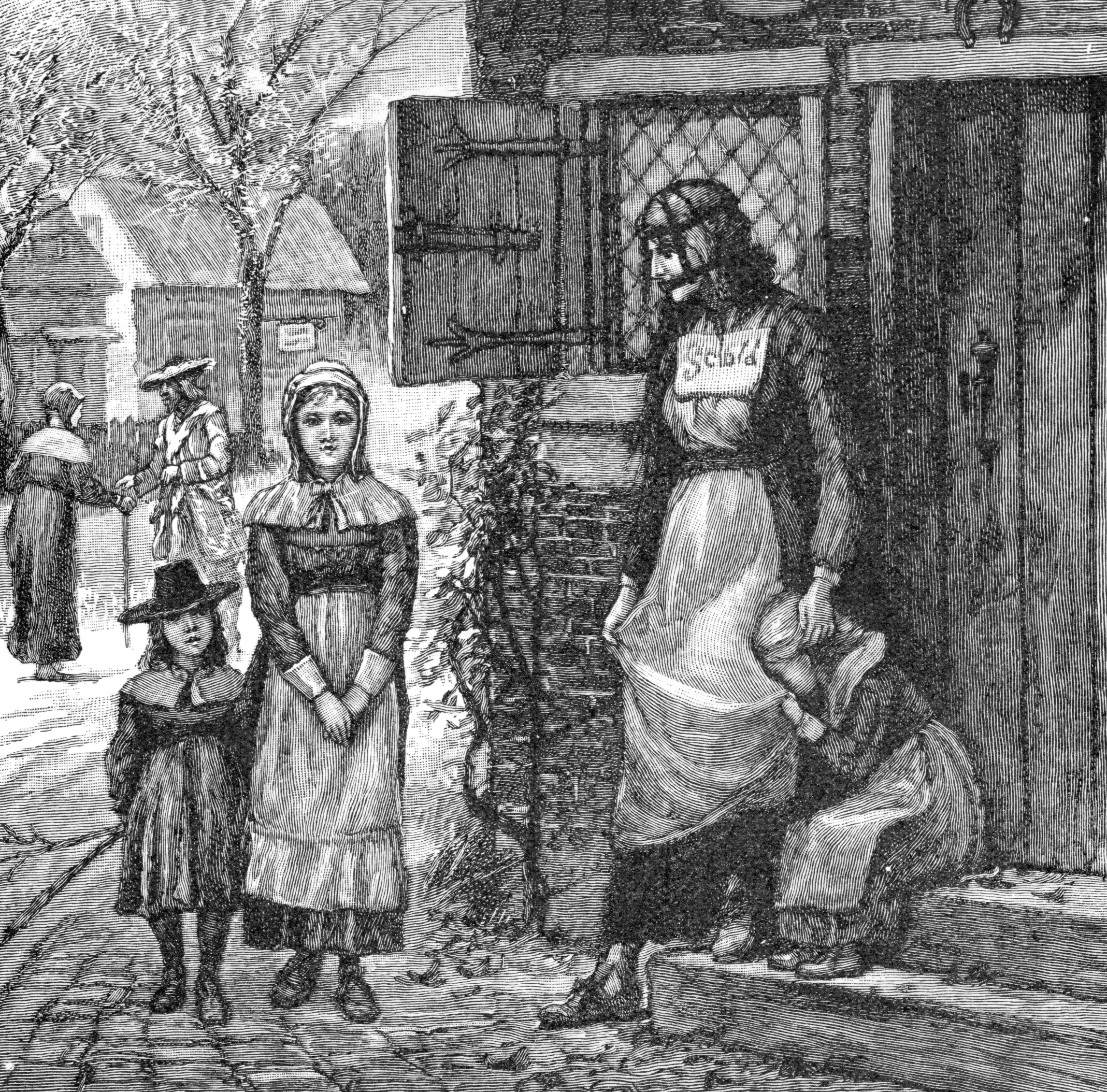
Femme portant un écriteau et une scold's bridle, Nouvelle-Angleterre, lithographie de 1885.